# Porsche 911 GT1
Porsche 911 GT1 är en sportvagn, tillverkad av den tyska biltillverkaren Porsche mellan 1996 och 1998.

## Porsche 911 GT1
Sedan FIA:s sportvagns-VM kollapsat efter 1992 dominerades sportvagnsracingen av gran turismobilar som McLaren F1. Den flora av GT-serier som växte fram på både nationell och europeisk nivå, ledde till slut fram till FIA GT Championship från 1997. FIA:s reglemente för GT2-klassen tillät inga omfattande modifieringar, men GT1-klassen var rätt liberal.
Porsche 911 GT1 baserades på den aktuella 993-modellen. Företagets finansiella situation var vid tillfället ansträngd och konstruktörerna fick göra det bästa av tillgängliga resurser. Stora delar av 993:ans grundkaross behölls, när konkurrenterna gått över till chassin av kolfiber. GT1:ans kaross byggdes dock i kolfiber, vilket sparade lite vikt. Motorn hämtades från 962:an. För viktfördelningens skull placerades den i mitten av bilen. Detta krävde ett helt nytt bakparti och resultatet blev en bil som, liksom konkurrenterna, inte hade särskilt mycket gemensamt med landsvägsvagnen den delade namnet med.
Till 1997 presenterades Porsche 911 GT1 Evo, med en mer aerodynamiskt utformad kaross, liknande den nya 996:an.
Till 1998 ändrade FIA reglementet och GT1-bilarna behövde inte längre låtsas vara landsvägsvagnar i racingoverall. Porsches konstruktörer lyckades skrapa ihop resurser till ett helt nytt, lätt och vridstyvt kolfiberchassi och nya, avancerade hjulupphängningar till Porsche 911 GT1 Evo 98. Bilen handikappades av sin gamla turbomotor och konstruktörerna hade tagit fram en ny V10-motor, men ledningen stoppade all vidareutveckling efter 1998, för att satsa företagets resurser på SUV:en Cayenne. Motorn kom dock till användning i supersportbilen Carrera GT.

## Tekniska data
| Porsche 911 GT1             | 993 GT1                                          | 996 GT1 Evo                                      | 996 GT1 '98                                           |
| --------------------------- | ------------------------------------------------ | ------------------------------------------------ | ----------------------------------------------------- |
| Motor:                      | 6-cyl boxermotor med biturbo                     | 6-cyl boxermotor med biturbo                     | 6-cyl boxermotor med biturbo                          |
| Kylning:                    | Vätskekylning                                    | Vätskekylning                                    | Vätskekylning                                         |
| Cylindervolym:              | 3200 cm³                                         | 3163 cm³                                         | 3220 cm³                                              |
| Max effekt vid varvtal:     | 600 hk vid 7 200 v/min                           | 544 hk vid 7 200 v/min                           | 550 hk vid 7 200 v/min                                |
| Max vridmoment vid varvtal: | 600 Nm vid 4 250 v/min                           | 600 Nm vid 4 250 v/min                           | 630 Nm vid 5 000 v/min                                |
| Kompression:                | 9,0:1                                            | 9,0:1                                            | 9,5:1                                                 |
| Ventilstyrning:             | Dubbla överliggande kamaxlar per cylinderrad     | Dubbla överliggande kamaxlar per cylinderrad     | Dubbla överliggande kamaxlar per cylinderrad          |
| Växellåda:                  | 6-växlad manuell                                 | 6-växlad manuell                                 | 6-växlad manuell                                      |
| Hjulupphängning fram & bak: | Dubbla tvärlänkar, skruvfjädrar                  | Dubbla tvärlänkar, skruvfjädrar                  | Dubbla tvärlänkar, torsionsfjädrar, krängningshämmare |
| Chassi & kaross:            | Självbärande stålstruktur med kaross av kolfiber | Självbärande stålstruktur med kaross av kolfiber | Kolfibermonocoque                                     |
| Hjulbas:                    | 250 cm                                           | 250 cm                                           | 287 cm                                                |
| Torrvikt:                   | 1000 kg                                          | 1250 kg                                          | 950 kg                                                |
| Toppfart:                   | 320 km/h                                         | 310 km/h                                         | 325 km/h                                              |

## Tävlingsresultat

### FIA GT Championship
Porsche hamnade i kölvattnet av den framgångsrika Mercedes-Benz CLK GTR, som dominerade GT1-klassen totalt under 1997 och 1998.
Bilen hade betydligt större framgångar på Le Mans. Vid första framträdandet 1996 tog Porsche en dubbelseger i GT1-klassen, slagna endast av Joest Racings WSC95:a med Porsche-motor.
1997 gick inte fullt så bra, då bästa Porsche kom in som trea i GT1-klassen och femma totalt.
Men den stora triumfen kom 1998, då Porsche tog en dubbelseger, med Laurent Aiello / Allan McNish / Stéphane Ortelli på första och Jörg Müller / Uwe Alzen / Bob Wollek på andra plats.